# 卢德米拉·恩奎斯特
卢德米拉·恩奎斯特（瑞典語：Ludmila Engquist，1964年4月21日—），苏联、瑞典女子田径运动员。她曾代表苏联、独联体、瑞典参加1988年、1992年和1996年夏季奥林匹克运动会田径比赛，获得一枚金牌。